# دقلس
شركة دُقْلَس أودُكلَس أودُغلَس (نقحرة: دوقلاس، دوكلاس، دوغلاس) (بالألمانية: Douglas GmbH) هي شركة ألمانية محدودة المسؤولية لبيع العطور ومستحضرات التجميل مقرها في دُسِلدُرف. يقدم دُقلس تقريبا. 35000 منتج  في أكثر من 1900 متجر ومنفذ امتياز في 19 دولة أوروبية: ألمانيا والنمسا وهولندا وإيطاليا وسويسرا وإسبانيا والبرتغال وبولندا والمجر وموناكووجمهورية التشيك ولاتفيا وإستونيا وليتوانيا ورومانيا وبلغاريا وكرواتيا وسلوفاكيا (مليئة بالإفلاس 2012) والنُّروِج وفرنسا (حيث تعمل دوغلاس تحت علامتها التجارية Nocibé).  